# 锦绣街道 (长春市)
锦绣街道，是中华人民共和国吉林省长春市绿园区下辖的一个乡镇级行政单位。2023年3月17日设立。管辖范围北至支农大街，南至东风大街、河滨北路、明达路、京哈铁路；西至西湖大路，兴安路；东至一汽厂区。

## 行政区划
锦绣街道下辖以下地区：
下辖新兴、十三局、长沈和奔驰4个社区。